# Thomas Ammer

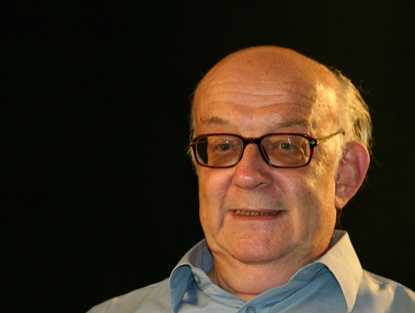
Thomas Ammer (2006)

Thomas Ammer (* 19. Juli 1937 in Eisenberg; † 11. Oktober 2024 in Euskirchen) war ein deutscher Historiker, DDR-Oppositioneller und politischer Häftling in der DDR. Als Mitbegründer der Widerstandsgruppe Eisenberger Kreis wurde er 1958 zu 15 Jahren Zuchthaus verurteilt und 1964 von der Bundesrepublik freigekauft.

## Leben
Thomas Ammer wurde am 19. Juli 1937 in Eisenberg geboren. Seine Eltern waren Inhaber eines Handwerksbetriebs zur Herstellung historischer Tasteninstrumente. Sein Vater, der ab 1943 Verbindungen zum kommunistischen Widerstand unterhielt und 1945 der KPD beitrat, verstarb im Januar 1946.

### Eisenberger Kreis
Als im Frühjahr 1953 mehrere Schüler auf Grund ihrer Mitgliedschaft in der Jungen Gemeinde von der Eisenberger Oberschule verwiesen wurden, geriet Ammer – bis dahin FDJ-Sekretär seiner Klasse – in innere Opposition zum SED-Staat. Er und weitere Schulkameraden setzten sich erfolglos für den Verbleib der verwiesenen Schüler ein. Infolge des Volksaufstandes vom 17. Juni 1953 beschlossen Ammer sowie die Mitschüler Reinhard Spalke, Günter Schwarz, Ludwig und Wilhelm Ziehr sowie Johann Frömel die Gründung einer politischen Gruppe. Diese später als Eisenberger Kreis bezeichnete Gruppe machte es sich zur Aufgabe, auf Fälle politischer Willkür aufmerksam zu machen. Sie fertigen Flugblätter an, versahen Mauern mit Losungen oder beseitigten Symbole der SED. Ammer gehörte hierbei dem informellen Führungskreis der konspirativ agierenden Gruppe an. 1955 absolvierte Ammer sein Abitur und nahm ein Studium der Medizin an der Friedrich-Schiller-Universität Jena auf. Um ein Zeichen gegen die Remilitarisierung der DDR zu setzen, steckten Ammer und weitere Mitglieder des Eisenberger Kreises am 21. Januar 1956 einen Schießstand der Gesellschaft für Sport und Technik (GST), der SED-Kampfgruppen und Volkspolizei in Brand. 1957 plante der Eisenberger Kreis einen Aufruf an Hochschulprofessoren, sich gegen die zunehmende Gleichschaltung der Hochschulen aufzulehnen. Nach außen verhielt sich die Gruppe unauffällig und angepasst. So war Ammer sogar FDJ-Sekretär seines Studienjahrgangs. Dennoch geriet die Gruppe zusehends in den Fokus der Staatssicherheit. 1957 gelang es einem Spitzel des Ministeriums, Kontakt zur Gruppe aufzunehmen.

### Politische Haft
Nach neunmonatiger Ermittlung wurde Thomas Ammer am 13. Februar 1958 vom Ministerium für Staatssicherheit verhaftet und in das MfS-Untersuchungsgefängnis Gera eingeliefert. Bis zum April 1958 wurden knapp 40 Jugendliche festgenommen. Fünf weitere konnten vor ihrer Festnahme nach West-Berlin fliehen. Das Bezirksgericht Gera fällte 24 Urteile mit einer Gesamtfreiheitsstrafe von zusammen 116 Jahren. Thomas Ammer als Kopf der Gruppe bekam dabei die höchste Strafe. Er wurde am 27. September 1958 wegen „Staatsverrats“ zu 15 Jahren Zuchthaus verurteilt. Seine Strafe saß er zunächst im Zuchthaus Waldheim, später im Zuchthaus Brandenburg ab. Die letzten Wochen seiner Haft verbrachte er im MfS-Untersuchungsgefängnis Berlin-Lichtenberg.

### Leben in der Bundesrepublik Deutschland
Nach sechs Jahren Haft wurde Ammer 1964 als einer der ersten politischen Gefangenen von der Bundesrepublik Deutschland freigekauft und am 14. August 1964 dorthin entlassen. Dort studierte er Politikwissenschaften, Jura und Geschichte an den Universitäten Tübingen, Bonn und Erlangen. Anschließend arbeitete er als Redakteur einer Zeitschrift sowie als Historiker am Institut für Gesellschaft und Wissenschaft in Erlangen. Da er sich in diversen Publikationen weiterhin politisch mit der DDR auseinandersetzte, wurde er auch in der Bundesrepublik vom MfS beobachtet und bearbeitet. Von 1968 bis 1982 gehörte Ammer der SPD an. 1975 wurde er wissenschaftlicher Mitarbeiter des Gesamtdeutschen Instituts in Bonn. Vom MfS mit einer unbefristeten Einreisesperre belegt, reiste er erst nach der Friedlichen Revolution wieder in die DDR. Nach der Abwicklung des Gesamtdeutschen Instituts wechselte Ammer 1991 zur Bundeszentrale für politische Bildung. Von 1992 bis 1998 war er Mitarbeiter im Sekretariat der Enquete-Kommissionen des Deutschen Bundestags zur Aufarbeitung der SED-Diktatur.

## Auszeichnungen
- Bundesverdienstkreuz am Bande (3. Mai 1999)[3]

## Publikationen
- Universität zwischen Demokratie und Diktatur: Ein Beitrag zur Nachkriegsgeschichte der Universität Rostock, Köln 1969.
- mit Gunter Holzweißig: Die DDR, Bundesministerium der Verteidigung, Bonn 1979.
- Die Kritik an der DDR- und Deutschlandforschung der Bundesrepublik Deutschland in den wissenschaftlichen Zeitschriften und Medien der DDR 1962–1983 (Ausgewählte Dokumente), Gesamtdeutsches Institut, Bonn 1983.
- Von der SED zur PDS, Gesamtdeutsches Institut, Bonn 1991.
- mit Hans-Joachim Memmler (Hrsg.): Staatssicherheit in Rostock: Zielgruppen, Methoden, Auflösung, Köln 1991, ISBN 3-8046-0337-8.
- mit Jürgen Weber (Hrsg.): Der SED-Staat: Neues über eine vergangene Diktatur, München 1994, ISBN 3-7892-8340-1.
- Widerstand und Opposition in Jena. In: Deutscher Bundestag (Hrsg.): Materialien der Enquete-Kommission „Aufarbeitung von Geschichte und Folgen der SED-Diktatur in Deutschland“, Bd. VII/1, Baden-Baden 1995, S. 128–139.
- Die Gedanken sind frei. Widerstand an den Universitäten 1945 bis 1961. In Ulrike Poppe/Rainer Eckert/Ilko-Sascha Kowalczuk (Hrsg.): Zwischen Selbstbehauptung und Anpassung. Formen des Widerstands und der Opposition in der DDR, Berlin 1995, S. 142–161.
- Deutschlandpolitische Konzeptionen der Opposition in der DDR 1949–1961. In: Deutscher Bundestag (Hrsg.): Materialien der Enquete-Kommission „Überwindung der Folgen der SED-Diktatur im Prozeß der Deutschen Einheit“, Bd. VIII/1, Baden-Baden 1999, S. 491–510.
- Widerstand an DDR-Oberschulen 1945–1968. In: Klaus-Dieter Henke/Peter Steinbach/Johannes Tuchel (Hrsg.): Opposition und Widerstand in der DDR, Köln 1999, S. 125–136.
- mit Otto Schmuck und Olaf Hillenbrand (Hrsg.): Die Zukunft der Europäischen Union: Osterweiterung und Fortsetzung des Einigungsweges als doppelte Herausforderung, Bundeszentrale für politische Bildung, Bonn 2000, ISBN 3-89331-373-7.